# روبرت إتش ستانلي
روبرت إتش ستانلي (بالإنجليزية: Robert H. Stanley)‏ هو عسكري أمريكي، ولد في 2 مايو 1881 في بروكلين في الولايات المتحدة، وتوفي في 15 يوليو 1942 في بينساكولا في الولايات المتحدة.